# Toufflers
Toufflers település Franciaországban, Nord megyében. Lakosainak száma 3964 fő (2022. január 1.). Toufflers Hem, Leers, Lys-lez-Lannoy, Sailly-lez-Lannoy és Tournai községekkel határos.

## Népesség
A település népessége az elmúlt években az alábbi módon változott:
| Lakosok száma | 3961 | 3902 | 3944 | 3905 | 3909 | 3911 | 3914 | 3910 | 3964 |
|               | 2013 | 2015 | 2016 | 2017 | 2018 | 2019 | 2020 | 2021 | 2022 |